# 80/00
80/00 es el nombre un disco del grupo Betagarri lanzado en 1999 y grabado en Katarain Estudios.
Es un disco de conmemoración del 20 aniversario del movimiento punk vasco de los años 80 con versiones de los temas más famosos de varios grupos significativos.

## Canciones
- «Baldin Bada» (Baldin Bada)
- «Atzera Begira» (BAP!!)
- «Biktimak» (Danba)
- «La Chica Del Batzoki» (Doctor Deseo)
- «Cerebros Destruidos» (Eskorbuto)
- «Agur» (Exkixu)
- «Eh Txo!» (Hertzainak)
- «Lo Egin» (Itoiz)
- «Kriston Burrundaie» (Jotakie)
- «En Mi Casa» (Korroskada)
- «After Boltxebike» (Kortatu)
- «Euskeraz eta Kitto» (Lin Ton Taun)
- «Hamarkada Miresgarria» (M-ak)
- «Hiri Gerrilaren Dantza» (Negu Gorriak)
- «Kuiti» (Potato)
- «Nire Furgoi Beltza» (Ruper Ordorika)
- «Errepide Hontan Galdurik» (Su Ta Gar)
- «Tijuana in Blue» (Tijuana in Blue)
- «Dime Tú» (Virus de Rebelión)
- «Bihotzak Sutan» (Zarama)

- Datos: Q5413677